# Herbert Schwirtz
Herbert Schwirtz

Link zum Bild

Herbert Schwirtz (* 31. Dezember 1929 in Wattenscheid; † 7. Januar 2024 in Bochum) war ein deutscher Politiker (SPD). Er war Landtagsabgeordneter und letzter Oberbürgermeister der Stadt Wattenscheid vor deren Eingemeindung.

## Leben und Beruf
Nach dem Besuch der Volksschule und der Realschule absolvierte Schwirtz eine Ausbildung als Industriekaufmann und war von 1949 bis 1951 als kaufmännischer Angestellter tätig. Seit 1952 war er als Angestellter und danach als Beamter bei der Stadt Essen beschäftigt.
Der SPD gehörte Schwirtz seit 1946 an. Er war in zahlreichen Parteigremien aktiv, so u. a. als Stadtbezirksvorsitzender in Wattenscheid und als Mitglied des Unterbezirksvorstandes Bochum. Mitglied der Gewerkschaft Öffentliche Dienste, Transport und Verkehr war er ebenfalls seit 1949.
Er war auch noch im Ruhestand sozial aktiv. So unterstützte er bis ins hohe Alter das Ferienlager Wattenscheid im hessischen Mellnau. Herbert Schwirtz war verheiratet, seine Frau Hildegard starb 2016.

## Abgeordneter
Von 1961 zog er als damals jüngstes Mitglied in den Stadtrat der Stadt Wattenscheid ein. Acht Jahre später wurde er Vorsitzender der SPD-Ratsfraktion. Nachdem die Wattenscheider Stadtspitze 1971 bei einem Flugunfall auf dem Altkönig umgekommen war, wurde er in der Nachfolge von Erwin Topp bis 1974 Oberbürgermeister der Stadt, bis zur Gebietsreform im Jahre 1975.
Vom 28. Mai 1975 bis zum 30. Mai 1990 war Schwirtz Mitglied des Landtags des Landes Nordrhein-Westfalen. Er wurde jeweils in den Wahlkreisen 104 Wattenscheid bzw. 126 Bochum III direkt gewählt. Als Mitglied des kommunalpolitischen Ausschusses engagierte er sich dort für die Ausweitung der Befugnisse der neu geschaffenen Bezirke sowie die Direktwahl der Bezirksvertreterinnen und -vertreter. Die ehemalige Stadt Wattenscheid war seit der Gebietsreform der Stadtbezirk II der Stadt Bochum.

## Ehrungen und Auszeichnungen
- 1970 Ehrenring der Stadt Wattenscheid
- 1980 Verdienstorden der Bundesrepublik Deutschland, Verdienstkreuz am Bande
- 1987 Verdienstorden der Bundesrepublik Deutschland, Verdienstkreuz I. Klasse